# Герхард фон Йорк
Герхард фон Йорк (нем. Gerhard von Jork) — магистр Ливонского ордена с 1309 года по 1322 год.

## Биография
В 1305 году Герхард фон Йорк занимал должность комтура (командора) Феллина (Вильянди). В 1309 году был назначен новым ландмейстером Тевтонского Ордена в Ливонии. Построил замки Динабург (1313) и Мезоттен (1321).
Находился во враждебых отношениях с рижским архиепископом Фридрихом Пернштейном (1304—1341). Еще в 1309 году рижский архиепископ отправил к папе римскому жалобу на действия Ливонского Ордена. Папа Климент V в 1309 году отправил в Ливонии двух своих эмиссаров, которые должны были на месте расследовать жалобы архиепископа. В июне 1310 году папа римский издал буллу, в которой обвинял руководство Ордена в ряде нарушений. В марте 1312 году в Ливонию прибыл новый папский эмиссар, который потребовал, чтобы ливонский магистр очистил замок Данамюнде и стал составлять обвинительные пункты против Ордена. Однако ливонские власти с помощью денег и богатых подарков убедили папский двор прекратить расследование. В 1313 году при посредничестве ревельского и эзельского епископов, эстонского дворянства, городов Ревеля и Дерпта ливонский магистр Герхард фон Йорк примирился с риским архиепископом Фридрихом Пернштейном. В следующем 1314 году новый папа римский Иоанн XXII потребовал, чтобы Орден вернул рижскому архиепископу Динамюнде и все остальные епископские замки и земли. Кроме того, папа призвал приехать в Авиньон пятерых вассалов рижского архиепископа, чтобы они объяснили ему о сложившейся обстановке. В апреле 1316 года рижане совершили нападение на замок Динамюнде и разорили его предместья.
В 1318 году великий магистр Карл фон Трир, ливонский магистр Герхард фон Йорк и рижский архиепископ Фридрих Пернштейн со своими сановниками отправились на папский суд в Авиньон. В июле 1319 года после длительных споров папа римский признал спорный замок Динамюнде собственностью Ливонского Ордена.
Летом 1322 году ливонский магистр Герхард фон Йорк добровольно сложил с себя полномочия магистра. Великий магистр Тевтонского Ордена Карл фон Трир назначил новым магистром Ливонского Ордена Конрада Кессельхута.